# BD Wong
BD Wong (født 24. oktober 1960 i San Francisco i USA) er en kinesisk-amerikansk skuespiller. Han er bedst kendt for sin rolle som Dr. Henry Wu i Jurassic Park fra (1993). Han er også kendt som stemmen bag Li Shang i Mulan fra (1998).